# MeteoHeroes
MeteoHeroes è una serie animata italiana, tratta dall'app di Meteo Expert (ex Centro Epson Meteo). La serie è coprodotta da Mondo TV, Mopi Srl e Icona Meteo ed è andata in onda in anteprima su Cartoonito con i primi 4 episodi, il 22 aprile 2020. La serie è poi andata in onda regolarmente a partire dal 6 luglio 2020 su Cartoonito. Dal 14 giugno 2021 Boomerang ha trasmesso gli episodi inediti 37-38, 43-47 e 51-52. Dall'11 al 14 ottobre Cartoonito recupera gli episodi saltati per poi trasmettere in prima visione i primi 4 episodi della seconda stagione dal 18 ottobre 2021. Dall'8 marzo 2022 Boomerang trasmette gli episodi inediti della seconda stagione e su Cartoonito dal 28 marzo dello stesso anno.

## Trama
Una sorta di meteorite precipita sulla Terra e si spezza in 6 frammenti che atterrano in 6 Paesi differenti: sei bambini, tutti nati il 22 aprile, Giornata della Terra, acquisiscono dai frammenti detti dei superpoteri. Da quel momento vengono convocati a vivere ed allenarsi al Meteo Expert Center sul Gran Sasso: se c'è un'emergenza ecologica si trasformano nei MeteoHeroes, paladini a difesa dell'ambiente che contrastano i piani malvagi del Dr. Makina.

## Stagioni
| Stagione | Episodi | Data inizio     | Data fine      | Rete                  |
| -------- | ------- | --------------- | -------------- | --------------------- |
| 1        | 52      | 22 aprile 2020  | 24 giugno 2021 | Cartoonito, Boomerang |
| 2        | 52      | 18 ottobre 2021 | 13 agosto 2023 | Cartoonito, Boomerang |

## Personaggi

### Personaggi principali
Giorgio Latini/ThermoDoppiato da: Mattia Fabiano (1 st.):  Gabriele Patriarca (2 st.)
È il leader dei MeteoHeroes (ha lo stesso cognome dell'autore), suona la batteria, gli piace prendere il sole ed è allergico ai Maculans. Quando si trasforma in Thermo, controlla la temperatura in generale. È originario di Roma, Italia.
Adam Bolt/FulmenDoppiato da: Stefano De Filippis
È un ragazzo estroverso e amante dei robot, gli piace divertirsi. Quando si trasforma in Fulmen ottiene i poteri del fulmine, la super-velocità e il rutto-tuono. È originario di Sydney, Australia.
Su Pa Sin/NixDoppiata da: Monica Vulcano
È molto calma, ma quando le fanno perdere la pazienza si può scatenare. Quando si trasforma in Nix può chiamare in suo aiuto un pupazzo di neve gigante dal nome GianGiga e ottiene i poteri della neve e il ghiaccio. È originaria di Harbin, Cina.
Patty Storm/PluviaDoppiata da: Jessica Bologna
È molto scontrosa e vendicativa. Quando si trasforma in Pluvia, ottiene i poteri della pioggia e i temporali. Nei primi episodi serba rancore nei confronti di Adam/Fulmen. È originaria di Seattle, Stati Uniti.
Andrew Khumalo/VentumDoppiato da: Danny Francucci
È un ragazzo un po' pasticcione, è un po' inconsueto. Quando si trasforma in Ventum ottiene i poteri del vento e del tornado. È originario di Città del Capo, Sudafrica.
Angelita Perez/NubessDoppiata da: Chiara Fabiano (1 st.): Martina Felli (2 st.)
È molto calma e non si arrabbia quasi mai, tranne quando, occasionalmente, viene infastidita da Andrew o da Adam. Quando si trasforma in Nubess ottiene i poteri delle nuvole e della nebbia. È originaria di Buenos Aires, Argentina.
Professoressa Margherita RitaDoppiata da: Barbara Villa
È la maestra dei MeteoHeroes ed è colei che sceglie chi mandare in missione quando si verifica un'emergenza. Indossa sempre un camice bianco e porta degli occhiali con lenti spesse.
TempusDoppiato da: Davide Albano
È il super computer del CEM (Centro Esperti Meteo), supporta i MeteoHeroes durante le missioni comunicando con loro attraverso l'Hyper Meteo Band.
Peeguu
È un pinguino intelligente, mascotte dei MeteoHeroes e va pazzo per i ghiaccioli. A fine episodio lui e Tempus discutono sui problemi ambientali.

### Antagonisti
Dr. MakinaDoppiato da: Fabio Gervasi
È l'antagonista principale della serie, è un mostro fumoso che rappresenta i comportamenti sbagliati. Creatore dei Maculans li utilizza per i suoi scopi malvagi. Possiede molte strutture in giro per il mondo e il suo simbolo è una grande "X" nera su uno sfondo circolare arancione/giallo.
Maculans
Sono dei piccoli mostri di smog al servizio di Dr. Makina, hanno la capacità di diventare invisibili, sono un po' sciocchi ed emettono strani versi quando parlano tra loro. Sconfitti dai MeteoHeroes, vengono puniti e smacchiati subito via dal loro padrone.

### Personaggi minori
- GianGiga: è un pupazzo di neve gigante che aiuta Nix nelle sue missioni e possiede una super forza.
- Emilia: È la cuoca del CEM.
- Nuvolante: è una piccola nuvola bianca che giunge ogni volta che Nubess la chiama.
- Andrea Giuliacci: compare in alcuni episodi, doppiato dallo stesso meteorologo.

## Episodi
Gli episodi 54 e 55 sono stati trasmessi ad un orario diverso da quello pubblicizzato.

### Stagione 1
| N° |    | Titolo                        | Data            |
| -- | -- | ----------------------------- | --------------- |
| 1  | 1  | Valanga!                      | 22 aprile 2020  |
| 2  | 2  | Salvataggio selvaggio         | 22 aprile 2020  |
| 3  | 3  | Giungla di fuoco              | 22 aprile 2020  |
| 4  | 4  | SOS api                       | 22 aprile 2020  |
| 5  | 5  | La macchia nera               | 8 luglio 2020   |
| 6  | 6  | Balene alla deriva            | 8 luglio 2020   |
| 7  | 7  | Piogge acide                  | 9 luglio 2020   |
| 8  | 8  | Oro blu                       | 9 luglio 2020   |
| 9  | 9  | Il fiore proibito             | 12 luglio 2020  |
| 10 | 10 | Smog mostruoso                | 13 luglio 2020  |
| 11 | 11 | Acque torbide                 | 13 luglio 2020  |
| 12 | 12 | Rifiuti spaventosi            | 14 luglio 2020  |
| 13 | 13 | Ingorgo mostruoso             | 14 luglio 2020  |
| 14 | 14 | Fiume in piena                | 19 luglio 2020  |
| 15 | 15 | Fuoco e fiamme                | 15 luglio 2020  |
| 16 | 16 | Benvenuto Mr Ro-bin           | 16 luglio 2020  |
| 17 | 17 | Acque calde                   | 15 luglio 2020  |
| 18 | 18 | Abboccato                     | 20 luglio 2020  |
| 19 | 19 | Fiat Lux                      | 19 ottobre 2020 |
| 20 | 20 | La montagna di spazzatura     | 19 ottobre 2020 |
| 21 | 21 | Tamponamento in mare          | 20 ottobre 2020 |
| 22 | 22 | Salti pericolosi              | 20 ottobre 2020 |
| 23 | 23 | Percorso solare               | 21 ottobre 2020 |
| 24 | 24 | Tsunami di ghiaccio           | 21 ottobre 2020 |
| 25 | 25 | La grotta delle meraviglie    | 22 ottobre 2020 |
| 26 | 26 | Pulcinella di mare            | 1 marzo 2021    |
| 27 | 27 | Pantere da salvare            | 22 ottobre 2020 |
| 28 | 28 | Onde verdi (parte 1)          | 1 marzo 2021    |
| 29 | 29 | Onde verdi (parte 2)          | 2 marzo 2021    |
| 30 | 30 | Sciroppo miracoloso           | 23 ottobre 2020 |
| 31 | 31 | Senti che puzza!              | 23 ottobre 2020 |
| 32 | 32 | Il mistero del corallo bianco | 2 marzo 2021    |
| 33 | 33 | Salvate le renne!             | 3 marzo 2021    |
| 34 | 34 | Deserto di sale               | 26 ottobre 2020 |
| 35 | 35 | Oro velenoso                  | 3 marzo 2021    |
| 36 | 36 | Delfini disorientati          | 4 marzo 2021    |
| 37 | 37 | Blackout (parte 1)            | 14 giugno 2021  |
| 38 | 38 | Blackout (parte 2)            | 15 giugno 2021  |
| 39 | 39 | Pesci rapiti                  | 4 marzo 2021    |
| 40 | 40 | Buchi in Antartide            | 8 marzo 2021    |
| 41 | 41 | Fuochi di stoppia             | 8 marzo 2021    |
| 42 | 42 | Bombolette sospette           | 9 marzo 2021    |
| 43 | 43 | La grande tempesta            | 16 giugno 2021  |
| 44 | 44 | Orango coraggioso             | 9 marzo 2021    |
| 45 | 45 | Piedi d'argilla               | 17 giugno 2021  |
| 46 | 46 | Onde di tempesta (parte 1)    | 18 giugno 2021  |
| 47 | 47 | Onde di tempesta (parte 2)    | 21 giugno 2021  |
| 48 | 48 | Aiutate il Dugong!            | 10 marzo 2021   |
| 49 | 49 | Prede d'avorio                | 10 marzo 2021   |
| 50 | 50 | Furto al museo                | 11 marzo 2021   |
| 51 | 51 | Le origini (parte 1)          | 23 giugno 2021  |
| 52 | 52 | Le origini (parte 2)          | 24 giugno 2021  |

### Stagione 2
| N°  |    | Titolo                        | Data            |
| --- | -- | ----------------------------- | --------------- |
| 53  | 1  | Il Grande Mammut              | 18 ottobre 2021 |
| 54  | 2  | Il vento di Santa Ana         | 18 ottobre 2021 |
| 55  | 3  | La cascata scomparsa          | 19 ottobre 2021 |
| 56  | 4  | Fiume di rifiuti              | 21 ottobre 2021 |
| 57  | 5  | La nave fantasma              | 8 marzo 2022    |
| 58  | 6  | Deserto bianco                | 9 marzo 2022    |
| 59  | 7  | La casa sulla scogliera       | 10 marzo 2022   |
| 60  | 8  | Oro digitale                  | 10 marzo 2022   |
| 61  | 9  | Salto di specie               | 11 marzo 2022   |
| 62  | 10 | La velocità del Bradipo       | 11 marzo 2022   |
| 63  | 11 | Terre rare                    | 14 marzo 2022   |
| 64  | 12 | Abissi tossici                | 14 marzo 2022   |
| 65  | 13 | Energia tossica               | 15 marzo 2022   |
| 66  | 14 | Attenti al lupo, viva il lupo | 17 ottobre 2022 |
| 67  | 15 |                               |                 |
| 68  | 16 | Moda usa e riusa              | 18 ottobre 2022 |
| 69  | 17 | Colpo di calore per il T-Rex  | 19 ottobre 2022 |
| 70  | 18 | L'esploratore perduto         | 19 ottobre 2022 |
| 71  | 19 | Talpe in fuga                 | 20 ottobre 2022 |
| 72  | 20 |                               |                 |
| 73  | 21 |                               |                 |
| 74  | 22 |                               |                 |
| 75  | 23 |                               |                 |
| 76  | 24 |                               |                 |
| 77  | 25 |                               |                 |
| 78  | 26 |                               |                 |
| 79  | 27 |                               |                 |
| 80  | 28 |                               |                 |
| 81  | 29 |                               |                 |
| 82  | 30 | Missione atollo               |                 |
| 83  | 31 | La solita salsa               |                 |
| 84  | 32 | Il pallore del fenicottero    |                 |
| 85  | 33 | Il troppo stroppia            |                 |
| 86  | 34 | Pesca di frodo                |                 |
| 87  | 35 | Carnevale a secco             |                 |
| 88  | 36 | Occhio di fuoco               |                 |
| 89  | 37 | Maratona per l'ambiente       |                 |
| 90  | 38 | Ingorgo navale                |                 |
| 91  | 39 | La miniera in fondo al mare   |                 |
| 92  | 40 | Ciliegi frettolosi            |                 |
| 93  | 41 | Mamma foca                    |                 |
| 94  | 42 | fermate quel taxi             |                 |
| 95  | 43 | L'armata da salvare           |                 |
| 96  | 44 | Una zattera per l'ambiente    |                 |
| 97  | 45 | Antichità in fiamme           |                 |
| 98  | 46 | Mulinelli di sabbia           |                 |
| 99  | 47 | Acqua dolce, acqua salata     |                 |
| 100 | 48 | La città che respira          |                 |
| 101 | 49 | La città che respira          | 12 agosto 2023  |
| 102 | 50 | Fossili viventi               | 12 agosto 2023  |
| 103 | 51 | Le perle della mangrovia      | 13 agosto 2023  |
| 104 | 52 | Sulle tracce dell'uragano     | 13 agosto 2023  |

## Colonna sonora
La sigla di apertura dei MeteoHeroes è cantata da Francesco Facchinetti insieme ai Raggi Fotonici.

## Film
Il 23 luglio 2021, davanti a due giurie composte in totale da 600 bambini tra i 6 ed i 9 anni, è stato proiettato in anteprima mondiale il cortometraggio MeteoHeroes - Inizia l'avventura, prodotto sempre da Meteo Expert-IconaClima e Mondo TV. È andato in onda in prima visione assoluta il 26 settembre dello stesso anno su Cartoonito.